# Ihr erstes Erlebnis
Ihr erstes Erlebnis ist ein deutscher Liebesfilm des ungarischen Regisseurs Josef von Báky aus dem Jahr 1939. Die Literaturverfilmung basiert auf dem Roman Tochter aus gutem Hause der Schriftstellerin Susanne Kerckhoff. In der Hauptrolle verkörpert Ilse Werner die Kunststudentin Marianne; in tragenden Rollen sind Johannes Riemann, Volker von Collande und Charlott Daudert zu sehen.

## Handlung
Die erst 17-jährige Marianne Schäfer bewohnt in den 1930er-Jahren mit weiteren jungen Künstlern eine Atelierswohnung in Berlin. Unter ihnen befinden sich das verliebte Paar Josephine und Paul sowie Gohlke, der begabteste unter den jungen Malern, Else, Fränze und Otto, sämtlichst Schüler in der Malerklasse von Kunstprofessor Brenner. Es ist Mariannes Eltern nicht leichtgefallen, ihre Tochter ziehen zu lassen, doch sie vertrauen darauf, Marianne das nötige Rüstzeug mitgegeben zu haben. Oft ist auch Jochen bei ihnen zugegen, Verwalter auf dem Gut, auf dem Marianne aufgewachsen ist. Der junge Mann ist zurückhaltend, fast ein wenig schüchtern und hat bisher noch nicht den Mut gefunden, Marianne zu gestehen, dass er sie von Herzen liebt.
Es bleibt den Freunden nicht verborgen, dass Marianne seit einiger Zeit sehr ernst und nachdenklich ist, im Gegensatz zu früher, wo sie für jeden Streich zu haben war. Vor allem Jochen registriert die Veränderung in Mariannes Wesen aufmerksam. Aus vagen Andeutungen, die sie ihm gegenüber macht, schließt er, dass Marianne sich verliebt hat. Und so ist es auch. Aus Mariannes Bewunderung vor dem großen Können ihres Lehrers, Professor Brenner, ist mehr geworden. Da es Mariannes erste große Liebe ist, steigert sie sich immer mehr in diese schwärmerische Verehrung hinein, von der sie glaubt, dass es die große Liebe ihres Lebens sei. Brenner, ein verheirateter Mann, fühlt sich geschmeichelt durch die Zuneigung seiner jüngsten Schülerin, zu der er ohnehin eine besondere Neigung spürt. Da Marianne offen und ehrlich ist, denkt sie auch nicht daran, ihre Liebe geheim zu halten. Die Situation spitzt sich immer mehr zu, sodass Marianne kurzentschlossen die Initiative ergreift und Brenners Frau Lore aufsucht und sie bittet, ihren Mann freizugeben. Frau Brenner denkt jedoch gar nicht daran, der jüngeren Konkurrentin das Feld zu überlassen, zu viel hat sie schon mit ihrem Mann durchgestanden. Brenner selbst fühlt sich hin- und hergerissen, da er sich einerseits seiner Frau verbunden fühlt, andererseits aber auch der zauberhaften Marianne nicht entsagen will. Da er weiß, dass er eine Entscheidung herbeiführen muss, entschließt er sich, in der Einsamkeit, die er auf einer Nordseeinsel sucht, mit sich ins Reine zu kommen. Als Marianne dort auftaucht, empfindet er das als Affront gegen seine Frau und reagiert völlig anders, als Marianne sich das vorgestellt hatte.
Dann jedoch erhält Marianne ein Telegramm, in dem Jochen ihr mitteilt, dass er ohne sie nicht leben könne und wolle. Ohne zu überlegen, dass so etwas zu dem besonnenen Freund eigentlich nicht passt, will Marianne nur noch eins, schnell nach Hause und zu Jochen. Ihr ist schlagartig klargeworden, was sie für ihn empfindet. Obwohl gerade ein Unwetter tobt, bricht sie mitten in den Nacht, und ohne sich von Brenner aufhalten zu lassen, auf und eilt zur Schiffsanlegestelle. Brenner geht ihr nach. Jochen kommt ihnen jedoch schon entgegen, da er sich um Marianne gesorgt hat und die Angst, sie tatsächlich zu verlieren, ihn auf die Insel getrieben hat. Erschöpft von den Aufregungen der letzten Stunden und mit Tränen in den Augen flüchtet Marianne sich in Jochens Arme. Brenner erkennt, dass so alles seine Richtigkeit hat und die beiden jungen Menschen zusammengehören und sein Platz an der Seite seiner Frau ist. Letztendlich ist auch die Ateliersgemeinschaft stolz und glücklich, dass der Trick mit dem Telegramm die gewünschte Wirkung entfaltet hat.

## Produktion

### Produktionsnotizen, Hintergrund
Die Dreharbeiten begannen am 7. August 1939 und endeten im September desselben Jahres. Die schleswig-holsteinische Gemeinde Sankt Peter-Ording und Berlins Umgebung waren die Drehorte. Willi Klitzke war der Standfotograf, für die Filmbauten war Willy Schiller zuständig. Für den Ton sorgte Ernst-Otto Hoppe. Die Liedtexte entstammen der Feder von Juliane Kay, die auch das Drehbuch schrieb. Willi Teichmann leitete gemeinsam mit Horst Kyrath die Aufnahmen. Einer der Titel, der im Film erklingt, ist Fräulein Marie…, Text von Juliane Kay, Musik von Georg Haentzschel.
Der Autor und Kritiker Karlheinz Wendtland führte aus, dass Susanne Kerckhoff (1918–1950), Tochter des Schriftstellers Walther Harich, auf deren Roman die Filmhandlung beruht, im Dritten Reich politisch Verfolgten geholfen und, wie viele andere in dieser Zeit, Unterschlupf beim Film gefunden habe. Es sei „ein unerträglicher Zustand“, dass viele Kritiker „immer wieder den deutschen Film jener Epoche unwidersprochen der nazistischen Verseuchung bezichtigen dürfen!“
So schrieb beispielsweise Hans-Michael Bock in seiner Enzyklopädie des deutschen Films The Concise Cinegraph, zu dieser Rolle von Ilse Werner, dies sei einer ihrer Filme, der ein den Nazis vorschwebendes passendes Ideal der Weiblichkeit etabliert habe, das stets fröhliche, anständige und gesunde Mädchen von nebenan, das perfekt für eine Ehe geeignet sei.

### Erscheinungstermine und abweichende Filmtitel
Ihr erstes Erlebnis wurde am 22. Dezember 1939 in Deutschland uraufgeführt. Weitere Erscheinungstermine (im Ausland) waren der 2. Mai 1940 in Ungarn (dort unter dem Titel Lázadó szerelem), der 28. Oktober 1940 in Schweden (dort unter dem Titel Du eviga ungdom), der 21. Februar 1941 in Frankreich (dort unter dem Titel Eveil) und der 3. April 1941 in Dänemark (dort unter dem Titel Hendes første Oplevelse). In Italien kam der Film unter dem Titel Quando comincia l’amore in die Kinos, der internationale Titel lautete Her First Experience.

## Kritik
Das Lexikon des internationalen Films bescheinigte dem Film eine weitreichende Realitätsferne, lobte jedoch die frisch und ansprechend gestaltete schauspielerische Leistung der Darsteller.
Der Autor und Kritiker Karlheinz Wendtland meinte, der Film zeichne sich durch „die Natürlichkeit seiner Dialoge und die Lebendigkeit seines Geschehens aus“.